# Rocznik Nadnotecki
Rocznik Nadnotecki – rocznik ukazujący się od 1966 roku w Pile. Wydawcą jest Muzeum Okręgowe im. Stanisława Staszica w Pile. Publikowane są w nim artykuły naukowe, recenzje, materiały dotyczące historii regionu pilskiego. Pismo jest kontynuacją wydawanego w latach 1960-1962 „Rocznika Pilskiego”. Wśród redaktorów naczelnych pisma byli Jerzy Topolski i Zygmunt Boras. 